# Hominine Fossilien von Dmanissi

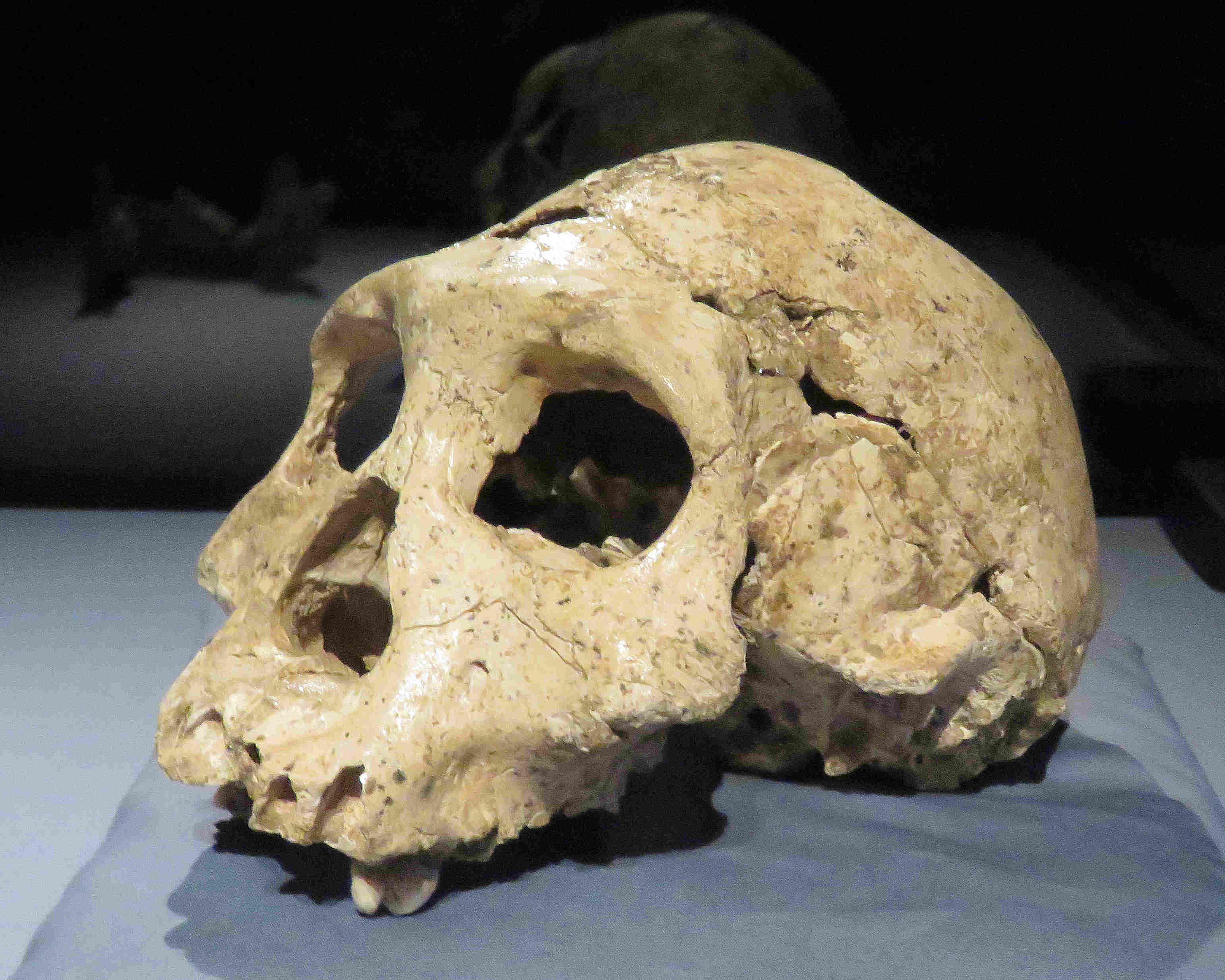
„Schädel 3“, D 2700 (Original)

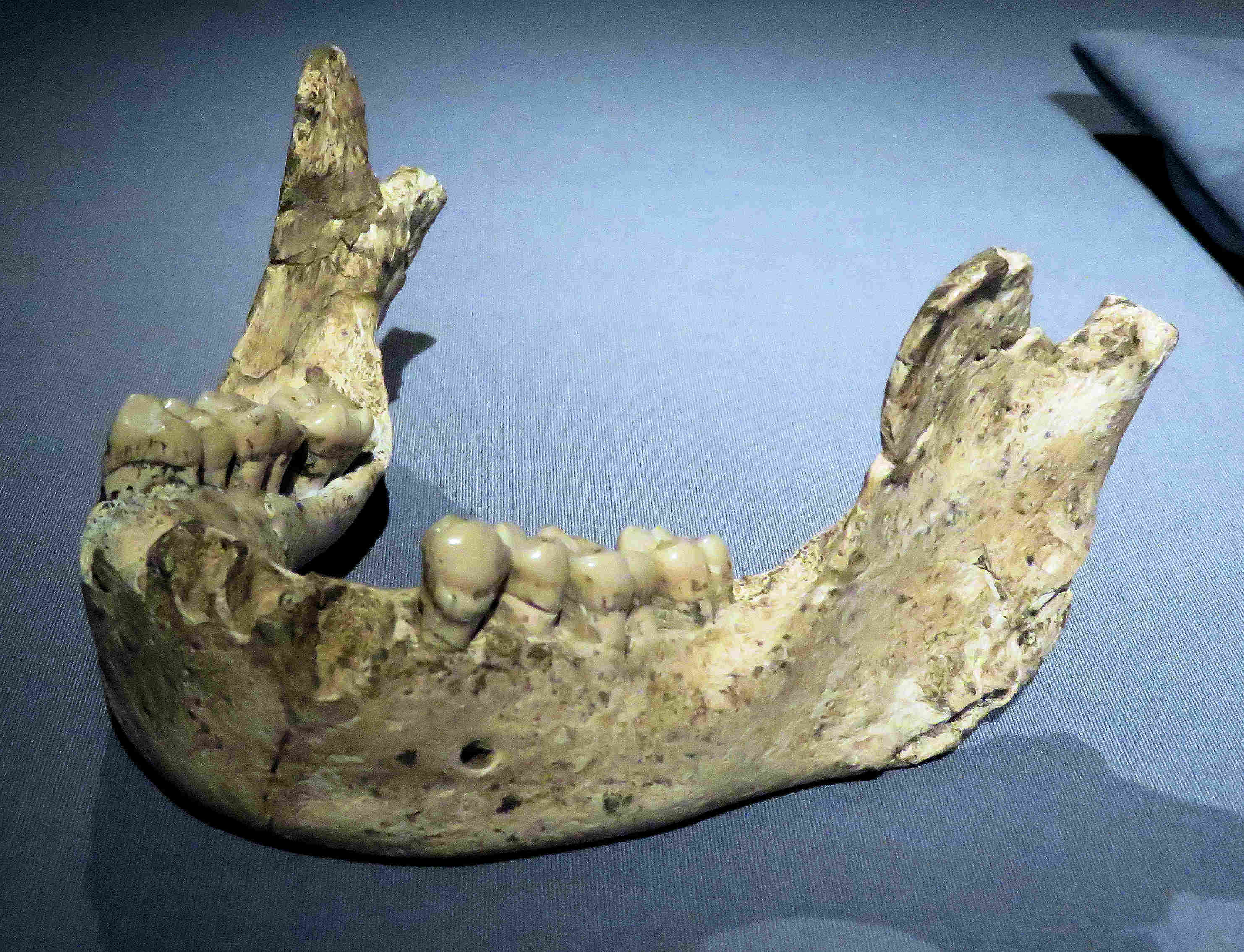
Der vermutlich zu „Schädel 3“, D 2700, gehörende Unterkiefer D 2735 (Original)

Die homininen Fossilien von Dmanissi sind die ältesten außerhalb Afrikas entdeckten Fossilien aus dem Formenkreis der Hominini, der engsten Vorfahren des Menschen. Ihre Überreste wurden seit 1991 unter Leitung von Dawit Lortkipanidse bei Dmanissi (international: Dmanisi) in Georgien ausgegraben und als Angehörige der Gattung Homo gedeutet. Fundschichten im Liegenden wurden auf ein Alter von nahezu 1,85 Millionen Jahren datiert.
Die homininen Fossilien von Dmanissi gelten als mögliches Bindeglied zwischen den frühesten Vertretern der Gattung Homo aus Afrika und den späteren, aus Asien bekannten Fossilien des Homo erectus. Sie belegen, dass Vertreter der Gattung Homo 300.000 Jahre früher nach Eurasien vordrangen, als zuvor angenommen.
Zunächst blieb jedoch ungeklärt, welcher Art der Gattung Homo die Dmanissi-Funde zuzuordnen sind. Im Jahr 2000 wurden die Fossilien von ihren Entdeckern zunächst in die Nähe von Homo ergaster gestellt. 2002 wurden sie in französischen Fachzeitschriften als Homo georgicus bezeichnet, ab 2006 aufgrund weiterer Knochenfunde in die Nähe von Homo habilis und Homo erectus gestellt. 2013 wurde schließlich die Zuschreibung der Funde zu Homo georgicus widerrufen und die Fossilien als lokale Variante einer Unterart von Homo erectus ausgewiesen und – verbunden mit weitreichenden Neuinterpretationen der verwandtschaftlichen Nähe der frühen Homo-Arten – als Homo erectus ergaster georgicus bezeichnet.

## Fundgeschichte
Die archäologischen Grabungen auf dem Dmanissi-Plateau im südlichen Georgien (1171 Meter über dem Meeresspiegel gelegen) galten ursprünglich – ab 1983 – einer aufgegebenen mittelalterlichen Stadt. Im Verlauf dieser Grabungen wurde festgestellt, dass unter der Stadt die Überreste weit früherer Ansiedlungen liegen; neben fossilen Säugetierknochen wurden auch Steinwerkzeuge vom sehr ursprünglichen Oldowan-Typ (Mode 1) entdeckt. Bei Grabungen der Georgischen Akademie der Wissenschaften in Zusammenarbeit mit dem Römisch-Germanischen Zentralmuseum entdeckte Antje Justus 1991 unter anderem einen Unterkiefer (Inventarnummer D211; Geodaten der Fundstelle: 41° 20′ 10″ N, 44° 20′ 38″ O). Dieses Fossil wurde im selben Jahr während einer Fachtagung im Forschungsinstitut Senckenberg erstmals öffentlich vorgestellt. Dessen Altersbestimmung (1,8 bis 1,6 Millionen Jahre) und Zugehörigkeit zu Homo erectus blieben allerdings – trotz seiner großen Ähnlichkeit mit dem Unterkiefer des Nariokotome-Jungen – umstritten. Auch ein 1997 entdeckter, gleich alter homininer Fußknochen brachte keine Klärung.

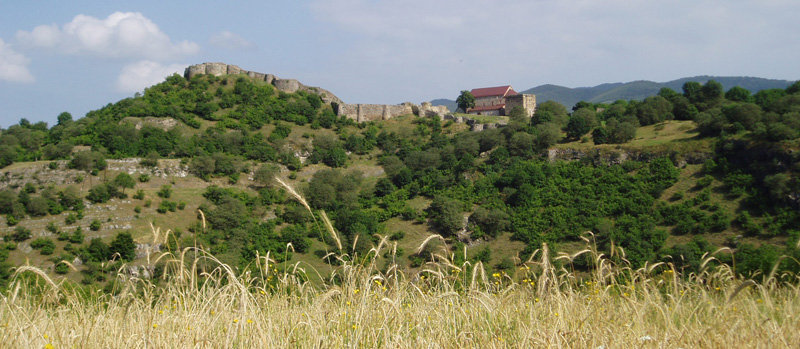
Die Umgebung der Fundstätte

Im Mai 1999 wurde nach starken Regenfällen ein Hirnschädel im Erdreich sichtbar, der mutmaßlich einem jungen Erwachsenen gehört hatte (Inventarnummer D2280) und möglicherweise durch stumpfe Gewalt verletzt worden war. Begleitfunde von Zähnen der fossilen Nager-Gattung Mimomys bezeugen ein Alter von 1,6 bis 2,0 Millionen Jahren, und mit Hilfe der Argon-Argon-Methode konnten die fossilienführenden Erdschichten sicher auf 1,8 bis 2,0 Millionen Jahre datiert werden; andere Datierungsmethoden wiesen auf ein Alter von 1,77 Millionen Jahren hin.
In den folgenden Jahren wurden aus derselben Bodenschicht insgesamt fünf gut erhaltene Schädel, davon vier mit zugehörigem Unterkiefer, sowie weitere hominine Knochen geborgen und wissenschaftlich beschrieben, darunter der besonders gut erhaltene „Schädel 3“ (D 2700, siehe Abbildung). Der 2005 entdeckte, gleichfalls ungewöhnlich gut erhaltene „Schädel 5“ (Sammlungsnummer: D 4500 mit zugehörigem, seit dem Jahr 2000 bekannten Unterkiefer D 2600) wurde erst 2013 ausführlich beschrieben; seine bei keinem zuvor bekannten Homo-Fossil gesehenen Besonderheiten – insbesondere das kleine Schädelinnenvolumen von nur rund 450 cm³ in Kombination mit einer weit vorspringenden, also ausgeprägt prognathen Schnauze und großen Zähnen – veranlassten die Autoren der Studie, die bis dahin getroffenen Abgrenzungen der Arten Homo ergaster und Homo erectus sowie Homo rudolfensis und Homo habilis infrage zu stellen.
Die besondere Bedeutung der Dmanissi-Funde besteht vor allem darin, dass auf einer Fläche von knapp 20 × 20 Metern mindestens sieben Individuen unterschiedlichen Alters aus derselben Epoche gefunden wurden, die Aussagen zur inter-individuellen Variabilität dieser Homo-Population ermöglichen. Die Gründe, warum diese Individuen gleichzeitig oder nahezu gleichzeitig zu Tode kamen, wurden bisher nicht zweifelsfrei rekonstruiert. Im Februar 2008 publizierten französische Forscher allerdings nach der Untersuchung von 30 Bodenproben die Vermutung, es habe sich möglicherweise um eine Familie gehandelt, die von einem Vulkanausbruch überrascht und unter einer Ascheschicht begraben wurde; als Alter der Skelette wurden nunmehr 1,81 ± 0,05 Mio. Jahre genannt.
Im September 2022 gab das nationale Forschungszentrum für Archäologie und Frühgeschichte von Georgien bekannt, unweit Dmanissi, in der Nähe des Dorfes Orozmani, sei ein Zahn entdeckt worden, dem vorläufigen Studien zufolge ein Alter von 1,8 Millionen Jahre zugeschrieben wurde und der vermutlich ein Verwandter der Dmanissi-Funde sei.

## Fundbeschreibungen

### 1991: Der erste Unterkiefer
In der ersten Fundbeschreibung von 1995 wurde der 1991 entdeckte Unterkiefer D211 aufgrund seiner Altersdatierung – 1,8 bis 1,6 Millionen Jahre – sowie der Übereinstimmung mehrerer Merkmale mit vergleichbar alten afrikanischen und asiatischen Fossilfunden Homo erectus zugeordnet, 1998 wurde ihm eine Nähe zu Homo ergaster [„Homo sp. indet. (aff. ergaster)“] zugeschrieben. Da bis dahin kein Forscher mit einem derart frühen Auftreten von Vertretern der Gattung Homo in Eurasien gerechnet hatte, wurde die Datierung weithin angezweifelt; manchen Forschern erschien die Form des Kiefers zu „modern“ für einen derart alten Homo erectus, so dass sie vermuteten, der Unterkiefer sei erst sehr viel später – lange nach dem Tod des Individuums – in die alten Bodenschichten geraten.

### 1999: Zwei gut erhaltene Schädel

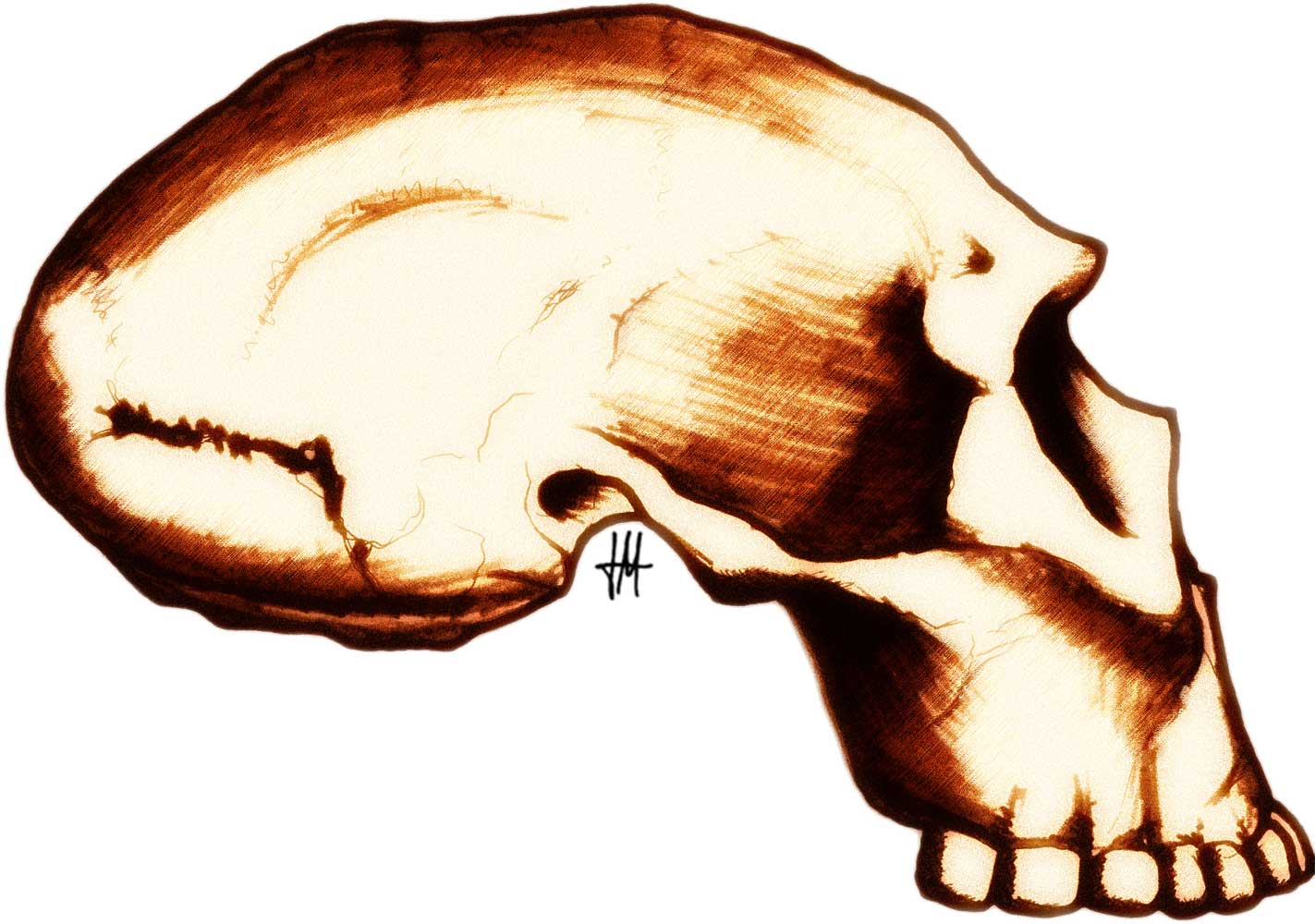
„Schädel 2“, D 2282 (Rekonstruktion)

Klarheit brachten erst die beiden 1999 entdeckten, gut erhaltenen Schädel, die in zwei Metern Entfernung zu D211 ausgegraben und zweifelsfrei auf zirka 1,7 bis 1,8 Millionen Jahre datiert werden konnten. Der eine, mutmaßlich einem erwachsenen Mann gehörende Schädel D 2280 wies nur ein Schädelinnenvolumen von 775 cm³ auf; bei ihm waren auch Teile des Gesichtsschädels und des Oberkiefers mitsamt vier Zähnen erhalten geblieben. Der zweite, aus der gleichen Bodenschicht geborgene Schädel D 2282 gehörte mutmaßlich einer jugendlichen Frau und wies nur ein Volumen von 650 cm³ auf (zum Vergleich: heutige erwachsene Männer verfügen über ein Volumen von etwa 1500 cm³). Diverse andere Merkmale der Schädel wurden als übereinstimmend mit den aus Afrika bekannten Funden von Homo ergaster erkannt. „Überraschend“ sei die geringe Übereinstimmung der durchgehend als „Dmanisi-hominids“ bezeichneten Funde mit späteren europäischen und asiatischen Homo-Funden.

### 2001: EinHomo ergastermit extrem kleinem Gehirn?
Noch weniger Ähnlichkeit mit den späteren Vertretern der Gattung Homo hatten zwei weitere Funde, die 2001 entdeckt wurden: der „Schädel 3“ D 2700 und der ein Meter davon entfernt entdeckte Unterkiefer D 2735; beide Fossilien wurden in knapp 15 Metern Entfernung von den bereits bekannten Schädelfunden ausgegraben. Das Gehirnvolumen von nur ungefähr 600 cm³ war wesentlich kleiner als das aller zuvor bekannten Vertreter von Homo erectus, es entsprach vielmehr dem Mittelwert von Homo habilis, so dass unter anderem Tim White darauf hinwies, die Dmanissi-Funde seien womöglich eine neuerliche Stütze für die ältere und als überholt geltende Theorie, Homo habilis habe sich erst außerhalb Afrikas zur asiatischen Variante des Homo erectus entwickelt. Neben dem kleinen, entwicklungsgeschichtlich also „primitiven“ Gehirn erwiesen sich auch die Eckzähne und der Gesichtsschädel als „ursprünglich“. In der wissenschaftlichen Beschreibung der Dmanissi-Funde erläuterten die Autoren im Juli 2002 in Science, dass man die neuen Funde zwar – wie zuvor – als „Repräsentanten von Homo ergaster mit extrem kleinem Gehirn“ deuten könne, aber auch als „die bislang primitivsten Individuen, die Homo erectus zugeordnet“ wurden. Allerdings könne man auch argumentieren, „dass diese Population nahe verwandt mit Homo habilis“ sei, wie man diesen aufgrund von Funden in Tansania (Olduvai-Schlucht) und Kenia (Koobi Fora) kenne. Gemäß den Autoren weisen die Funde zudem einige anatomische Merkmale auf, „die ein gewisses Maß an Isolation von verwandten Gruppen in Afrika und dem Fernen Osten aufzeigen“. Besonders der bis dahin noch nicht beschriebene Unterkiefer D2600, der im September 2000 ausgegraben worden war, weiche von den bekannten Varianten des Homo ergaster / Homo erectus stark ab. 2014 wurde eine genaue Analyse der Zähne dieses Unterkiefers nachgereicht, in der berichtet wurde, dass alle Zähne extrem stark abgenutzt sind, was auf den Verzehr einer sehr harten und daher den Zahnschmelz weitgehend abreibenden Pflanzenkost schließen lasse, wie sie von Schimpansen und Gorillas bekannt ist, nicht aber von vergleichbar alten Funden der Gattung Homo. Zudem weisen die Zahnwurzeln Anzeichen für Entzündungen auf.

### 2002: AusHomo ergasterwirdHomo georgicus

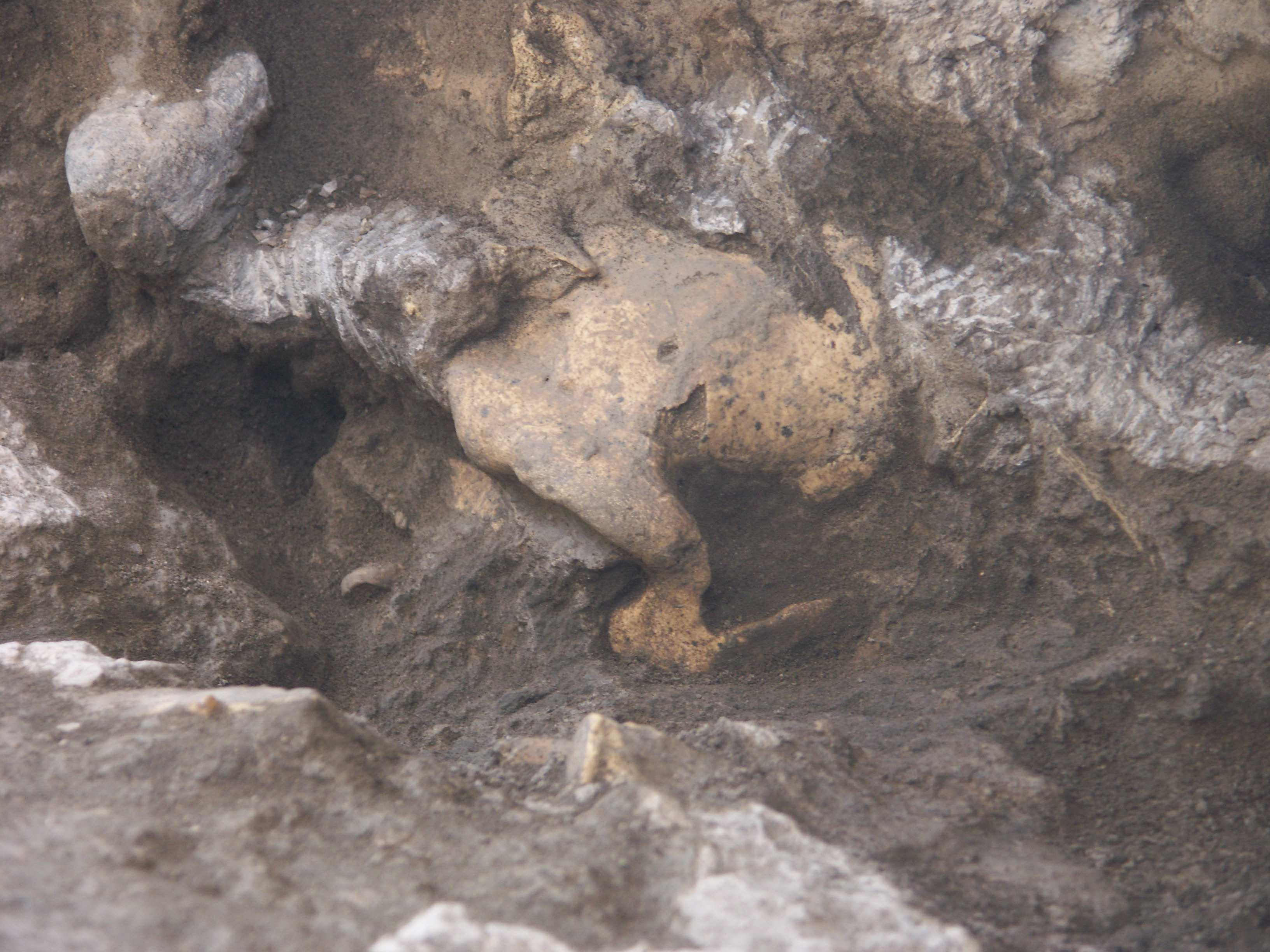
Fundsituation: noch im Gestein eingebettete Fragmente des Schädels 5

Zwei Monate später, im September 2002, wurde diese Andeutung einer „Isolation von verwandten Gruppen in Afrika und dem Fernen Osten“ in einer Zeitschrift der Académie des sciences von den Doyens der georgischen Paläoanthropologie, Léo Gabounia und Abesalom Vekua, zur Erstbeschreibung der neuen Art Homo georgicus ausgebaut; als Holotypus wurde der Unterkiefer D2600 benannt. Die nunmehr auf ein Alter von 1,81 ± 0,05 Millionen Jahre datierten Fossilien wurden in die Nähe von Homo habilis gestellt, und es wurde postuliert, sie seien die Basisgruppe aller späteren Vertreter von Homo erectus in Europa und Asien.
2006 wurde diese Zuordnung, wiederum in einer französischen Fachzeitschrift, bekräftigt, wobei auf fünf Schädel, vier Unterkiefer und zahlreiche weitere Knochenfragmente Bezug genommen wurde. Auch wurde das Alter beim Eintritt des Todes erstmals genannt: ein ca. 13- bis 14-jähriges Mädchen („Schädel 3“), eine 18- bis 20-jährige Frau („Schädel 2“), zwei männliche Erwachsene von ca. 25 bis 30 und 40 Jahren („Schädel 1“ und „Schädel 5“) sowie ein zahnloser Greis („Schädel 4“).
Dieser Publikation zufolge sind die Dmanissi-Schädel nicht nur klein, sondern auch relativ kurz und schmal. Das Stirnbein sei weniger stark entwickelt als bei Homo erectus und weise eine merkliche Verengung hinter den Augenöffnungen auf. Die Schädeldächer seien flacher als bei Homo erectus und Homo ergaster, jedoch höher als bei Homo habilis; am ehesten vergleichbar seien sie mit Homo rudolfensis. Bezüglich der Höhe und der transversalen Entwicklung des Schädel-Mittelteils (in der Parietotemporalregion) liegen die Dmanissi-Exemplare zwischen Homo habilis und Homo ergaster. Auch das Hohlvolumen des Schädels liege zwischen diesen beiden Homo-Arten. Das Schläfenbein sei lang und flach, die Pars mastoidea kurz. Der obere Teil des Hinterhauptbeins sei niedrig und schmal, die Schädelkämme dünn und weniger stark entwickelt als in der Homo-erectus-Gruppe. Die oberen Temporalkämme liegen an hoher Stelle, und ein Torus angularis sei bei jenem Exemplar, das als männlicher Erwachsener gedeutet wurde, vorhanden. Die Grazilität des Gesichts, die Schmalheit des Hinterhauptbeins und das Muster ihrer Schädelbasis unterscheiden der Studie zufolge die Dmanissi-Schädel von Homo erectus.
Die orthognathe Orientierung des Gesichts unterscheide die Exemplare von Dmanissi von frühpleistozänen Homininen (Homo habilis und Homo ergaster) sowie von den ersten eurasischen Homo-erectus-Funden; jedoch sei die subnasale Region des Gesichts noch vorspringend. Die Morphologie des mittleren Gesichtsteils, mit ausgeprägtem Stirnnasenpfeiler (zwischen den Augenhöhlen und der Nasenöffnung), einer inframalaren Einkrümmung des Jochbeins und einer vorne gelegenen Wurzel des zygomatico-maxillaren Kamms deuten eine starke Kaubelastung an.
Die Knochen im Bereich der Schultergelenkspfanne sind groß und scharfkantig.
In Abwägung der Schädelmerkmale und Schädelabmessungen sowie der weiteren Knochenfunde liegen die Dmanissi-Schädel der Publikation zufolge im Übergang zwischen der älteren Homo-habilis- / Homo-rudolfensis-Gruppe und dem jüngeren Homo ergaster, wobei sie der älteren (besonders dem Homo rudolfensis-Fund ER 1470) anatomisch näher stehen. Da die Dmanissi-Schädel jedoch auch anhand vieler Merkmale von Homo rudolfensis unterscheidbar seien, wurden sie trotz der ihnen zugewiesenen taxonomischen Nähe zu dieser Art zur neuen Art Homo georgicus gestellt.
Rückschlüsse auf das Sozialverhalten der Dmanissi-Menschen erlaubte der 2005 in Nature beschriebene Fund eines weiteren, sehr gut erhaltenen Schädels und Unterkiefers, dessen Besitzer Jahre vor seinem Tod alle Zähne bis auf einen verloren hatte. Zahlreiche Begleitfunde (Steinwerkzeuge und Knochen mit Einkerbungen von Steinwerkzeugen) sowie die klimatischen Bedingungen vor 1,8 Millionen Jahren wurden dahingehend gedeutet, dass die Dmanissi-Menschen sich – zumindest im Winter – überwiegend von Fleisch ernährt haben. Die Zahnfächer dieses ältesten, zahnlosen homininen Schädels lassen daher den Schluss zu, dass das Individuum – obwohl es grobe Nahrungsmittel nicht mehr zerkauen konnte – mit stark zerkleinerten Nahrungsmitteln versorgt und trotz seiner Behinderung sozial integriert gewesen sein muss.
2004 ergab eine statistische Analyse des Schädel-Innenvolumens, dass die bis dahin bekannten Funde trotz sehr unterschiedlicher Volumina einer einzigen Art zugeschrieben werden können.

### 2006: StattHomo georgicus„Dmanisi-Hominine“

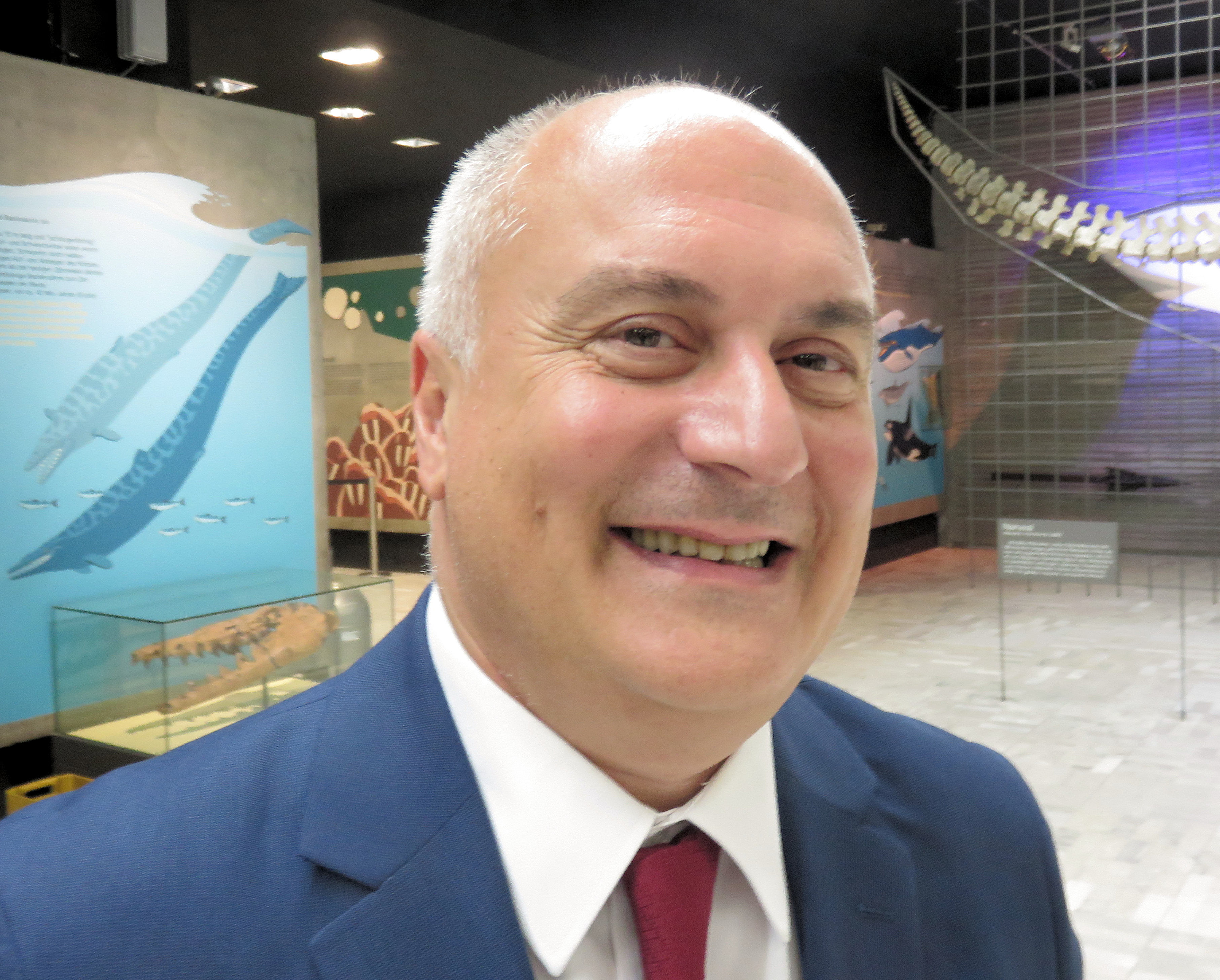
Dawit Lortkipanidse (2018)

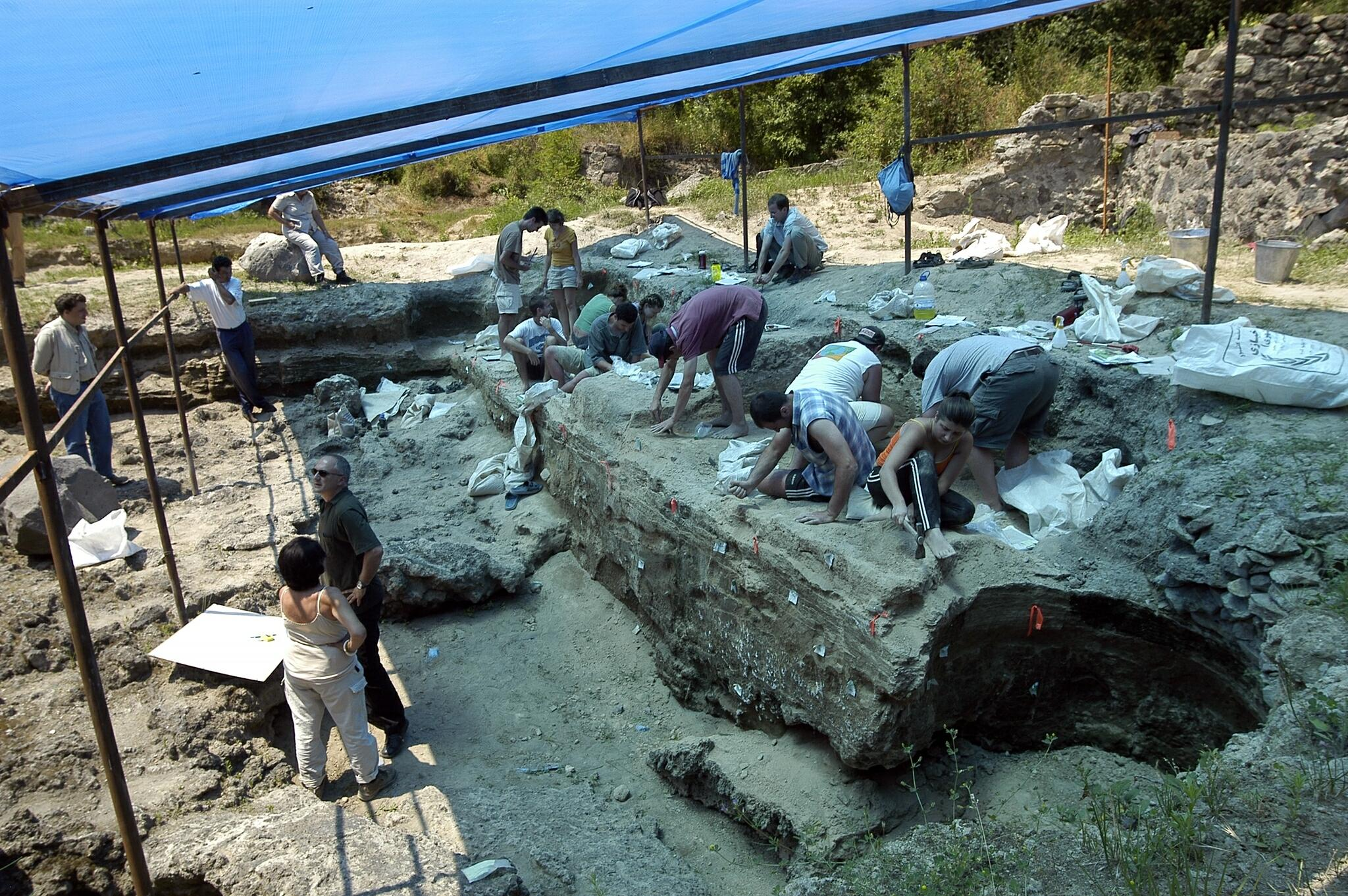
Blick über die Fossilien-Fundstätte (September 2007)

Bemerkenswert ist im Zusammenhang mit der Namensgebung, dass Dawit Lortkipanidse, der schon 1991 als Grabungsleiter am Fund des ersten Unterkiefers beteiligt war, zwar Co-Autor der Zuordnung aller Dmanissi-Funde zur Art Homo georgicus war. In den von ihm als Hauptautor in Nature veröffentlichten Fundbeschreibungen verwendete er jedoch diesen von seinem früheren Vorgesetzten Léo Gabounia gewählten Artnamen nicht, sondern umschrieb 2007 die Funde beispielsweise als „Dmanisi hominins“, die „weitgehend mit dem frühesten Homo (das ist Homo habilis) vergleichbar“ seien. Zudem waren die Schädel bereits 2006 in einer ausführlichen Studie so bezeichnet, anhand ihrer anatomischen Merkmale zwischen Homo habilis und Homo erectus platziert und zurückhaltend an die Basis jener Homo-Population gestellt worden, „aus der Homo erectus evolvierte.“
Tatsächlich hatte sich die Absonderung der Dmanissi-Funde zur Art Homo georgicus – außerhalb des französischsprachigen Schrifttums – in der Fachwissenschaft nicht etablieren können. So merkte Winfried Henke in einem Übersichtsartikel zu „Ursprung und Verbreitung des Genus Homo“ an, der von Vekua und Gabunia propagierte Artstatus sei vorläufig. Vorbehalte gegen die Festlegung einer neuen Art bestanden hauptsächlich, weil unklar blieb, ob sie im Sinne einer Chronospezies, einer Morphospezies oder gar einer Biospezies definiert wurde. Lortkipanidse selbst bezeichnete den Artnamen zurückhaltend als „a proposal“ (ein Vorschlag), dessen Tragfähigkeit sich erst anhand weiterer Funde erweisen werde.
2007 veröffentlichte Lordkipanidse in Nature die Beschreibung von mehr als 30 Knochen und Knochenfragmenten aus dem Bereich des Schultergürtels, der Wirbelsäule, der Oberarme, der Oberschenkel und der Unterschenkel, die man zwischen 2003 und 2005 in Dmanissi geborgen hatte. Einige dieser postkranialen Funde konnten den bereits bekannten Schädeln zugeordnet werden und gaben erstmals Aufschluss über das mutmaßliche äußere Erscheinungsbild der Dmanissi-Menschen. Aufgrund dieser Fossilien wurde ihr Körpergewicht auf 40 bis 50 kg, die Körpergröße auf etwa 145 bis 166 cm und das Hirnvolumen auf knapp die Hälfte des modernen Menschen geschätzt. Selbst im Vergleich zu ihrer geringen Körpergröße war ihr Gehirn so klein wie das der allerersten Vertreter der Gattung Homo aus Afrika und deutlich kleiner als das Gehirn der bis dahin bekannten Funde von Homo erectus. Aufgrund einiger afrikanischer Homo-erectus-Funde – unter anderem nach der Entdeckung des so genannten Nariokotome-Jungen – hatten die Paläoanthropologen vermutet, dass die ersten außer-afrikanischen Vertreter der Gattung Homo wesentlich größer gewesen seien.
Hingegen besaßen die Dmanissi-Menschen bereits ähnliche Körperproportionen wie die modernen Menschen: Ihre Beine waren wesentlich länger als ihre Arme, und ihre Oberschenkel waren länger als ihre Oberarme. Aufgefundene Fußknochen wurden dahingehend gedeutet, dass sie dank eines Fußgewölbes zu einem federnden, zweibeinigen Gang befähigt und gute Läufer waren. Die Anatomie von Schultern und Armen unterschied sich hingegen vom modernen Menschen: Beispielsweise wiesen Unterarme und Hände in Ruhestellung – bei herunterhängenden Oberarmen – nicht zum Körper, sondern nach vorn. Der Bau ihrer Arme erleichterte ihnen vermutlich noch das Klettern in Bäumen.

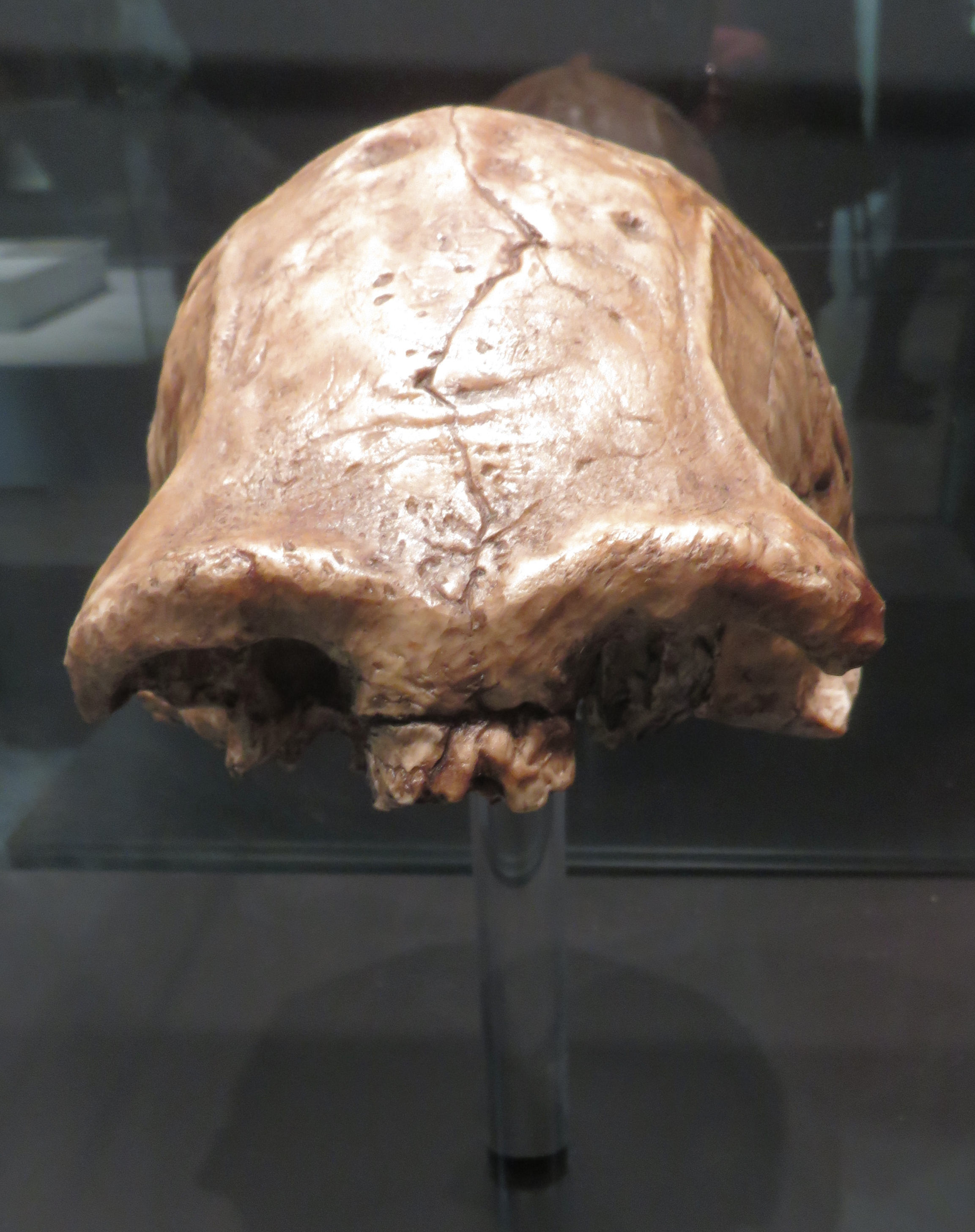
„Schädel 1“ (Nachbildung) erwachsener Mann, gefunden 1999, Gehirnvolumen 775 cm³
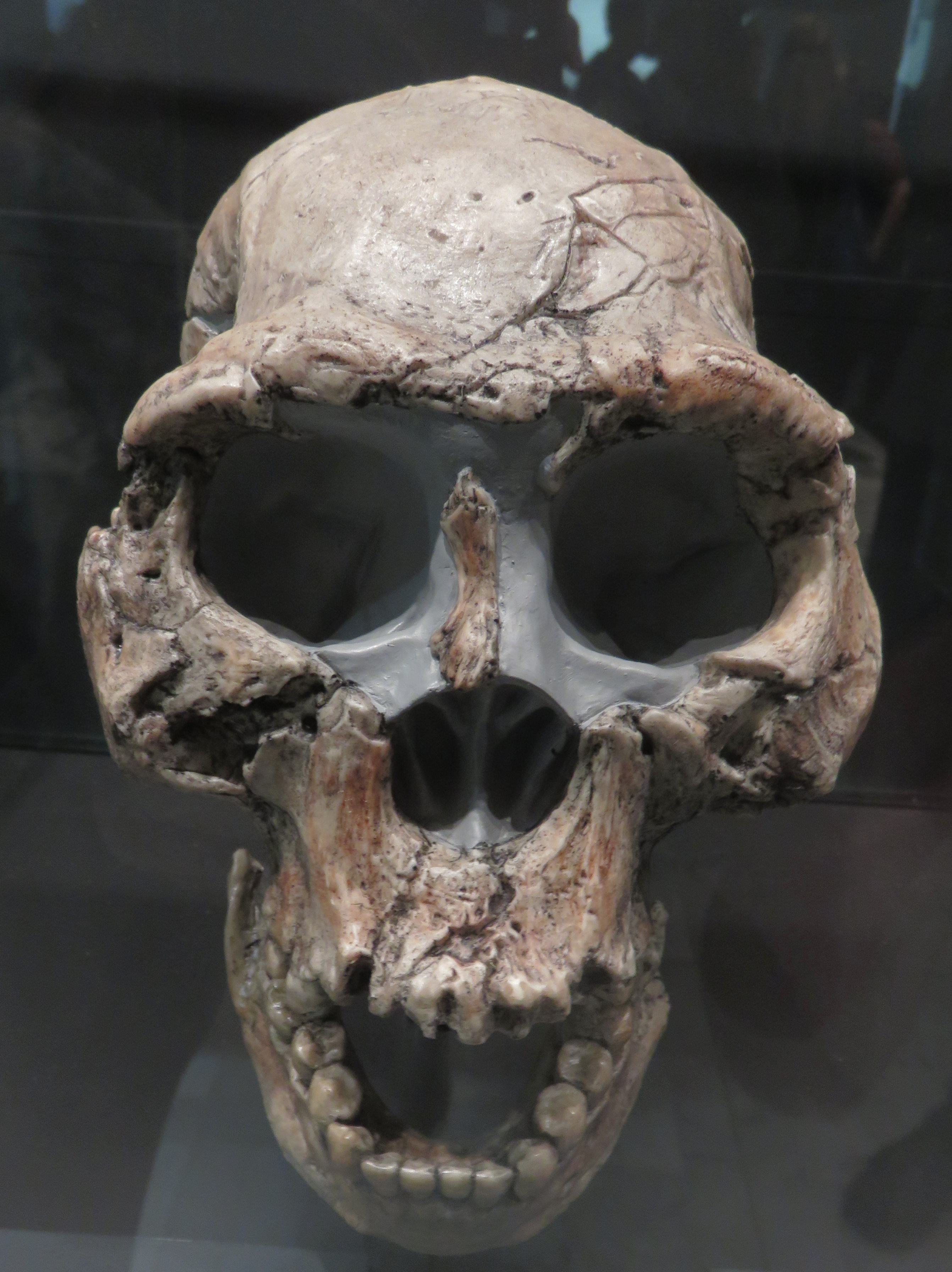
„Schädel 2“ (Nachbildung) junge Frau, Kiefer gefunden 1991, Schädel gefunden 1999, Gehirnvolumen 650 cm³
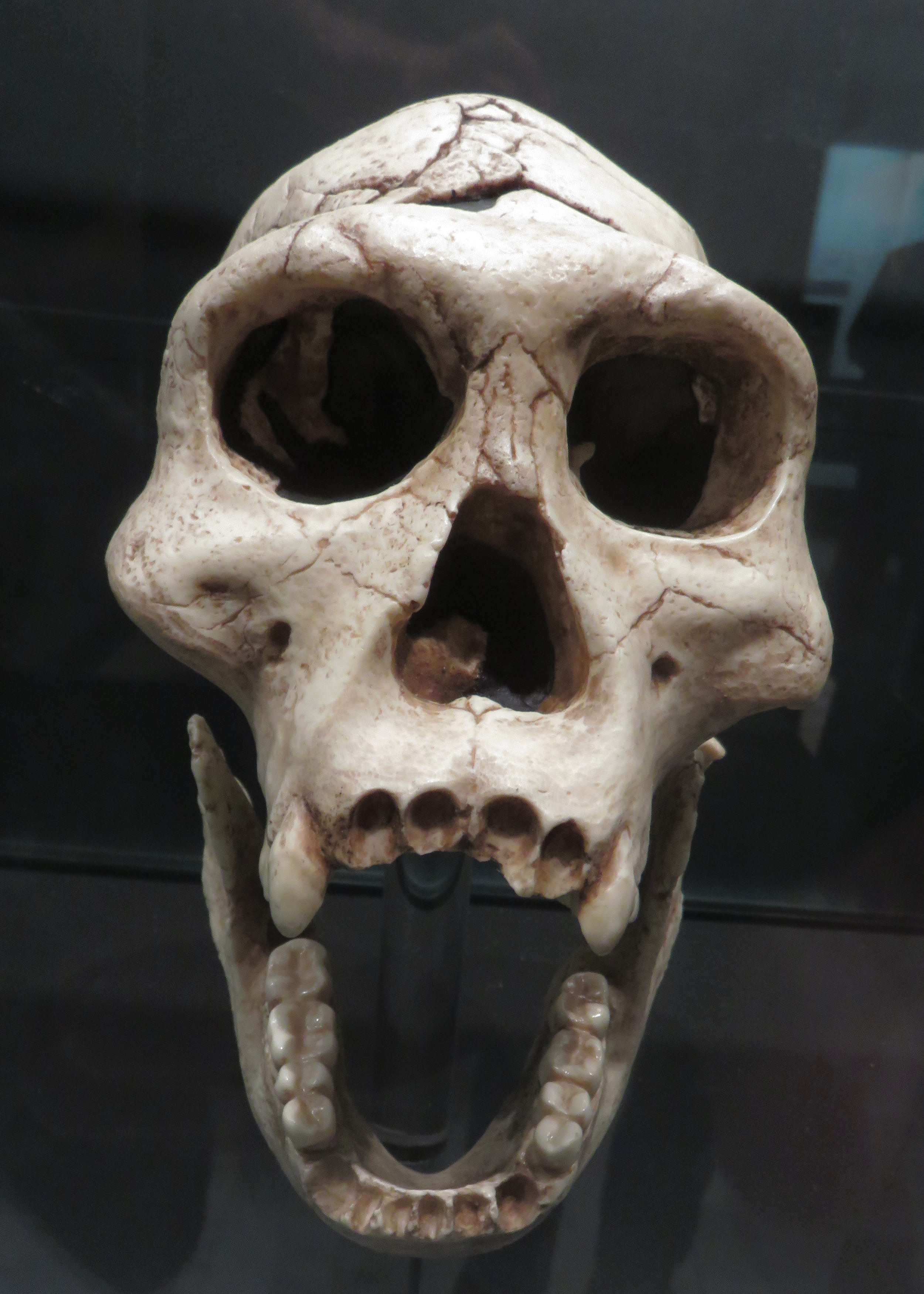
„Schädel 3“ (Nachbildung) weibliche Jugendliche, gefunden 2001, Gehirnvolumen 600 cm³
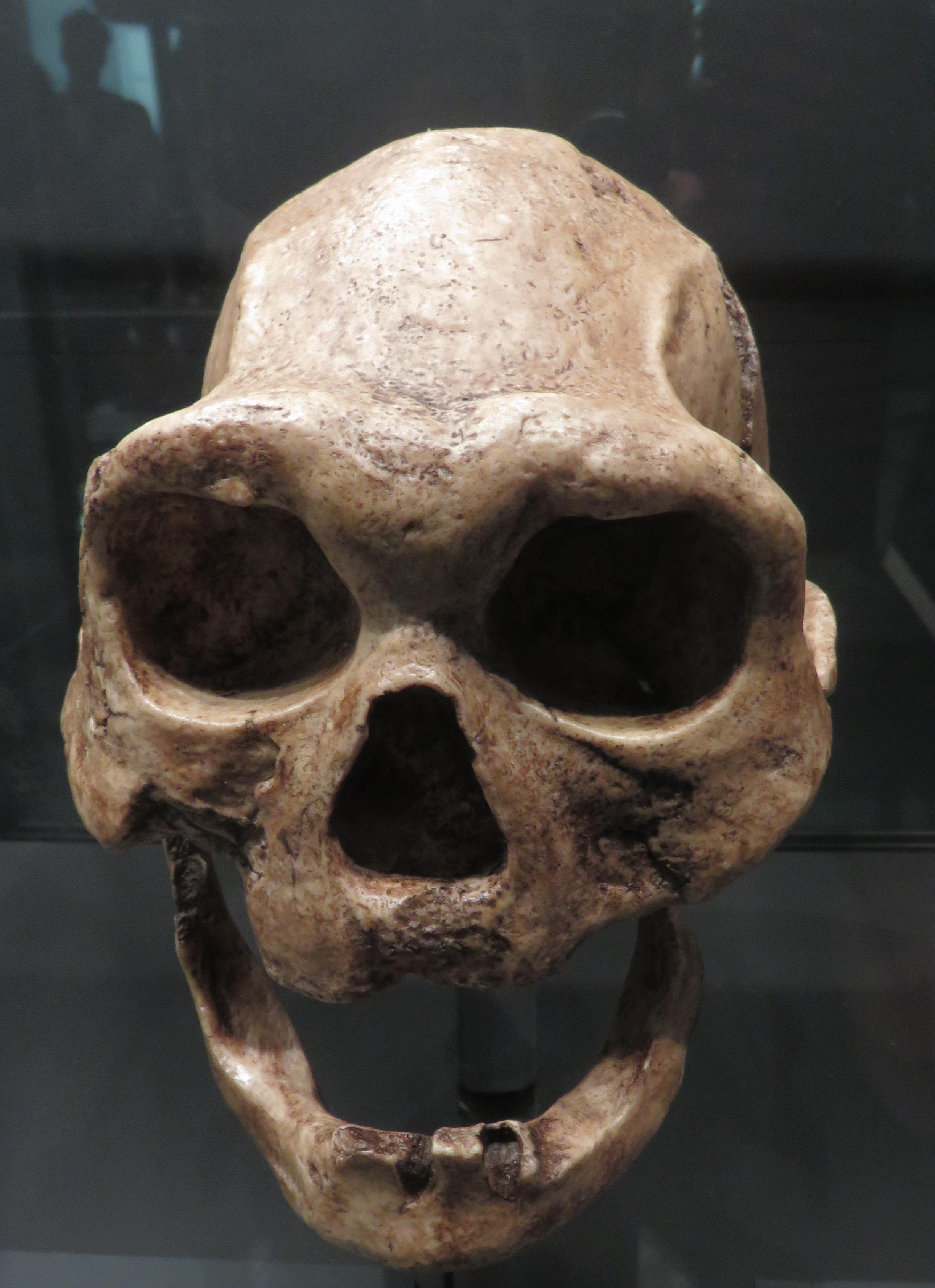
„Schädel 4“ (Nachbildung) zahnloser älterer Mann, gefunden 2002/2003, Gehirnvolumen 625–650 cm³
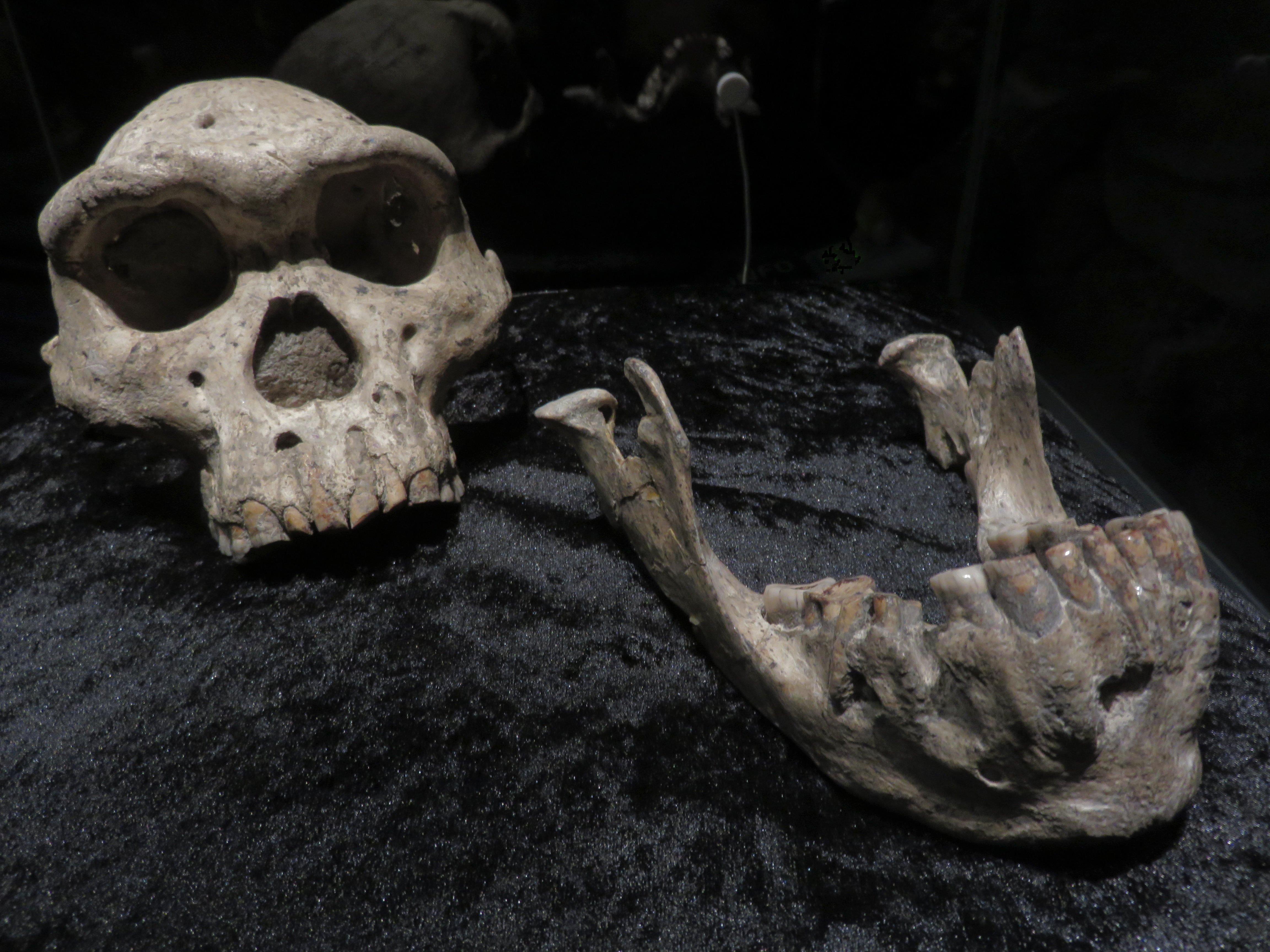
„Schädel 5“ (Originale) erwachsener Mann, Schädel gefunden 2005, Kiefer gefunden 2000, Gehirnvolumen 546 cm³

### 2013:Homo erectus ergaster georgicus
In einer im Oktober 2013 in Science publizierten Studie widerriefen die Erforscher der homininen Dmanissi-Fossilien schließlich die Zuschreibung der Funde zu Homo georgicus, indem sie die Ausweisung des Unterkiefers D2600 als Holotypus der Art formell zurückzogen.
Hierzu sahen sie sich insbesondere aufgrund der Merkmale von „Schädel 5“ (Sammlungsnummer D 4500 mit zugehörigen Unterkiefer D 2600) veranlasst, der einerseits typische Merkmale der Gattung Homo aufweise; andererseits habe „Schädel 5“ mit 450 cm³ nur ein sehr kleines Schädelinnenvolumen, aber eine stark ausgeprägte Schnauze und große Zähne – eine Kombination, die bis dahin von keinem Homo-Fossil bekannt gewesen sei, auch nicht von den anderen Schädelfunden aus Dmanissi. Aus der Zusammenschau aller fünf Schädelfunde leiteten die Forscher um David Lordkipanidze daher nunmehr ab, dass die frühen Vertreter der Gattung Homo offenbar eine sehr große, bislang nicht gekannte, inter-individuelle phänotypische Variabilität besaßen, vergleichbar mit der Variabilität bei den heute lebenden Menschen und bei den heute lebenden Schimpansen. Die durch die Dmanissi-Fossilien belegte Variabilität sei so groß, hieß es in der Studie, dass sowohl die Merkmale der vergleichbar alten Fossilfunde aus Afrika als auch aus Asien die Grenzen dieser Variabilität nicht überschreiten; wörtlich schrieben die Forscher:
„Aus dem Blickwinkel von Dmanissi betrachtet, spiegelt die morphologische Vielfalt der rund 1,8 Millionen Jahre alten, afrikanischen Homo-Fossilien die Variation zwischen lokalen Populationen einer einzigen evolvierenden Abstammungsgruppe, die sachgerecht H. erectus benannt ist.“
Weitergehend schlugen die Forscher vor, die Nomenklatur zu präzisieren: Die von anderen Forschern als Homo ergaster von Homo erectus abgetrennten afrikanischen Fossilien seien vor dem Hintergrund der Dmanissi-Funde als Homo erectus ergaster – das heißt als frühe Unterart – mit Homo erectus erectus wieder zusammenzuführen. Die homininen Fossilien aus Dmanissi wurden in diesem Zusammenhang verbindlich (formally) als Homo erectus ergaster georgicus ausgewiesen, verbunden mit dem Hinweis, die Anfügung georgicus verweise auf die Herkunft der lokalen georgischen Abstammungsgruppe. Zudem könne die neue Sicht auf die Variabilität der Gestalt von Homo erectus auch Auswirkungen auf die Abgrenzung von Homo habilis und Homo rudolfensis von Homo erectus haben: Möglicherweise sei es angemessen, auch jene Fossilien der Abstammungsgruppe erectus zuzuordnen, die bislang diesen beiden Arten zugeschrieben wurden.
Auch gegen die Benennung Homo erectus ergaster georgicus gab es Widerspruch; der Bau der Zähne, der Unterkiefer und der Schädel lege „taxonomische Vielfalt“ nahe, und das spreche insbesondere für die Gültigkeit des bisherigen Namens Homo georgicus. Zudem weichen die morphologischen Merkmale von Schädel 5 laut Ian Tattersall so stark von den Merkmalen der anderen vier Schädel ab, dass man die Funde – wären sie an unterschiedlichen Orten geborgen worden – zwei Arten zuordnen würde. Darüber hinaus gebe es zwischen den Dmanissi-Funden und dem Typusexemplar von Homo erectus, dem Schädeldach Trinil 2 aus Java, keine nachvollziehbaren abgeleiteten Merkmale, so dass die Zuordnung zu dieser Art taxonomisch unbegründet und nur dem Umstand geschuldet sei, dass die Funde aus Dmanissi ähnlich alt seien wie die Funde aus Java.

## Die wissenschaftliche Bedeutung der Funde

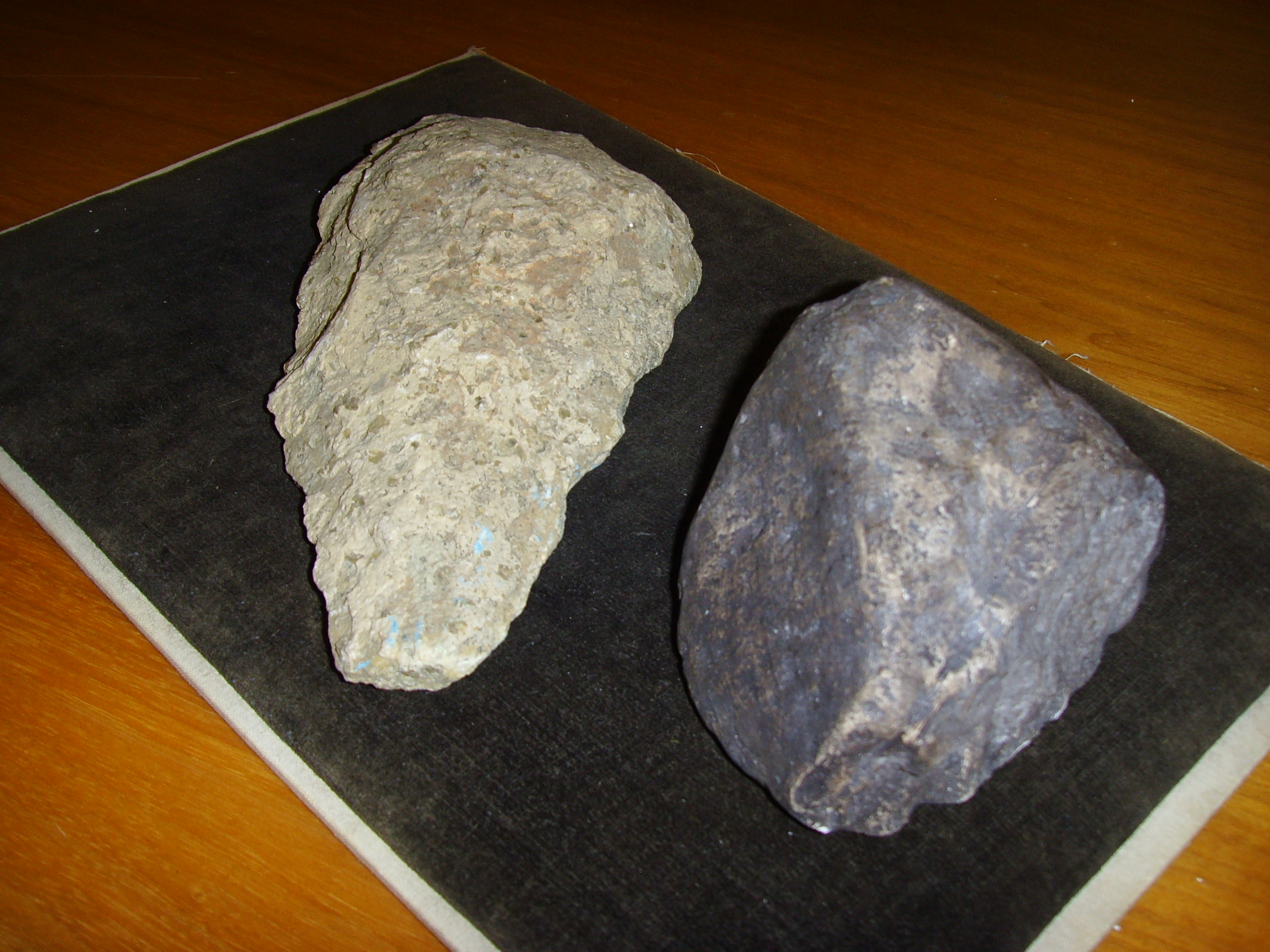
Oldowan-Werkzeug aus Dmanissi (rechts), daneben zum Vergleich ein Faustkeil des Acheuléen

Die homininen Fossilien von Dmanissi widerlegen die zuvor aus afrikanischen Vormenschen-Funden abgeleitete, in der Paläoanthropologie allgemein akzeptierte Annahme, die ersten aus Afrika ausgewanderten Menschen hätten ein Hirnvolumen von mindestens 1000 cm³ besessen, seien etwa 170 cm groß gewesen und hätten über fortgeschrittene kulturelle Techniken verfügt. Die von Bernard Wood als Übergangsform (transitional form) bezeichnete Kombination von „anatomisch ursprünglichen“ und „anatomisch modernen“ Merkmalen (sehr kleines Gehirn, auf Menschenaffen verweisende Schultern und Arme, aber von Homo sapiens kaum unterscheidbare Beine) belegen erstmals in einem einheitlichen Fund-Zusammenhang die Abfolge der evolutiven Prozesse von den archaischen Vertretern der Gattung Homo hin zum modernen Menschen. Während eines Besuchs im Forschungsinstitut Senckenberg wies der Entdecker der Fossilien, Dawit Lortkipanidse, im November 2007 zudem auf verblüffende Ähnlichkeiten der Dmanissi-Funde mit Homo floresiensis hin.
Erstmals bei derart alten Menschen-Fossilien können zudem Aussagen über die Variationsbreite der anatomischen Merkmale in einer Population getroffen werden, was zu einer Neubewertung der Abgrenzung von Arten führen könnte, die – wie Homo erectus und Homo habilis – häufig nur anhand eines einzigen Unterkiefers definiert wurden. Infrage gestellt wurde unter Verweis auf die Dmanissi-Fossilien auch die Annahme, Homo erectus habe sich in Afrika aus Homo habilis entwickelt; möglicherweise entwickelte sich Homo erectus erst nördlich der Levante, und Teile der Population wanderten später wieder zurück nach Afrika, andere in Richtung Asien und Europa.

## Belege
1. 1 2 3  Reid Ferring et al.: Earliest human occupations at Dmanisi (Georgian Caucasus) dated to 1.85–1.78 Ma. In: PNAS. Band 108, Nr. 26, 2011, S. 10432–10436, doi:10.1073/pnas.1106638108.
2. 1 2  G. Philip Rightmire, David Lordkipanidze und Abesalom Vekua: Anatomical descriptions, comparative studies and evolutionary significance of the hominin skulls from Dmanisi, Republic of Georgia. In: Journal of Human Evolution. Band 50, Nr. 2, 2006, S. 115–141, doi:10.1016/j.jhevol.2005.07.009.
3. ↑  Ann Gibbons: First globetrotters had primitive toolkits. In: Science. Band 323, Nr. 5917, 2009, S. 999, doi:10.1126/science.323.5917.999a, ISSN 0036-8075.
4. 1 2 3 4 5   David Lordkipanidze et al.: A Complete Skull from Dmanisi, Georgia, and the Evolutionary Biology of Early Homo. In: Science. Band 342, Nr. 6156, 2013, S. 326–331, doi:10.1126/science.1238484.
5. ↑  Leo Gabunia, Abesalom Vekua: A Plio-Pleistocene hominid from Dmanisi, East Georgia, Caucasus. In: Nature. Band 373, 1995, S. 509–512, doi:10.1038/373509a0.
6. ↑  4. Internationale Senckenberg-Konferenz „100 Jahre Pithecanthropus – das Homo-erectus-Problem“.
7. ↑  Ann Gibbons: Jawing with our Georgian ancestors. In: Science. Band 255, 1992, S. 401, doi:10.1126/science.255.5043.401.
8. ↑  Ann Margvelashvili et al.: An ancient cranium from Dmanisi: Evidence for interpersonal violence, disease, and possible predation by carnivores on Early Pleistocene Homo. In: Journal of Human Evolution. Band 166, Mai 2022, 103180, doi:10.1016/j.jhevol.2022.103180.
9. ↑   Datiert werden die Leitfossilien von Ralf-Dietrich Kahlke von der Forschungsstation für Quartärpaläontologie Weimar der Senckenberg Gesellschaft für Naturforschung, siehe dazu: Jenaer Paläontologen bereiten Grabungsprojekt in Georgien vor. Auf: idw-online vom 6. August 1998.
10. ↑  Michael Balter, Ann Gibbons: A Glimpse of Humans' First Journey Out of Africa. In: Science. Band 288, 2000, S. 948–950, doi:10.1126/science.288.5468.948, ISSN 0036-8075.
11. ↑  „Schädel 5“ (D 4500 + D 2600) ist der am besten erhaltene Schädel eines Erwachsenen aus der Zeit zwischen 2,6 – 0,9 Millionen Jahren vor heute. Quelle: Fred Spoor: Small-brained and big-mouthed. In: Nature. Band 502, Nr. 7472, 2013, S. 452–453, doi:10.1038/502452a.
12. ↑  Léo K. Gabunia, Abesalom Vekua, Marie-Antoinette de Lumley, David Lordkipanidze: A New Representative of Homo from the Lower Pleistocene of Dmanisi. In: Archaeology, Ethnology and Anthropology of Eurasia. Band 4, Nr. 12, 2002, S. 145–153.
13. ↑  Marie-Antoinette de Lumley et al.: Impact probable du volcanisme sur le décès des Hominidés de Dmanissi. In: Comptes Rendus Palevol. Band 7, Nr. 1, 2008, S. 61–79, doi:10.1016/j.crpv.2007.09.002 ISSN 1631-0683.
14. ↑  1,8 Millionen Jahre alter Zahn wurde in Georgien gefunden. Auf: ulukayin.org vom 11. September 2022.
15. ↑   L. Gabunia, A. Vekua: A Plio-Pleistocene hominid from Dmanisi, East Georgia, Caucasus. In: Nature. Band 373, 1995, S. 509–512, doi:10.1038/373509a0, ISSN 0028-0836.
16. ↑  Antonio Rosas und José María Bermúdez de Castro: On the taxonomic affinities of the Dmanisi mandible (Georgia). In: American Journal of Physical Anthropology. Band 107, Nr. 2, 1998, S. 145–162, doi:10.1002/(SICI)1096-8644(199810)107:2<145::AID-AJPA2>3.0.CO;2-U
17. ↑   Leo Gabunia, Abesalom Vekua, David Lordkipanidze et al.: Earliest Pleistocene Hominid Cranial Remains from Dmanisi, Republic of Georgia. Taxonomy, Geological Setting, and Age. In: Science. Band 288, 2000, S. 1019–1025, doi:10.1126/science.288.5468.1019 ISSN 0036-8075.
18. ↑  Abesalom Vekua, David Lordkipanidze, G. Philip Rightmire et al.: A new skull of early Homo from Dmanisi, Georgia. In: Science. Band 297, 2002, S. 85–89, doi:10.1126/science.1072953 ISSN 0036-8075.
19. ↑  Michael Balter, Ann Gibbons: Were 'little people' the first to venture out of Africa? In: Science. Band 297, 2002, S. 26–27, doi:10.1126/science.297.5578.26 ISSN 0036-8075.
20. ↑  Laura Martín-Francés et al.: Palaeopathology of the Pleistocene specimen D2600 from Dmanisi (Republic of Georgia). In: Comptes Rendus Palevol. Online-Vorabveröffentlichung vom 18. Januar 2014, doi:10.1016/j.crpv.2013.10.007.
21. ↑  Léo Gabounia, Marie-Antoinette de Lumley, Abesalom Vekua, David Lordkipanidze, Henry de Lumley: Découvert d'un nouvel hominidé à Dmanissi (Transcaucasie, Géorgie). In: Comptes Rendus Palevol. Band 1, 2002, S. 243–253, doi:10.1016/S1631-0683(02)00032-5 ISSN 1631-0683.
22. ↑  Marie-Antoinette de Lumleya, David Lordkipanidze: L'Homme de Dmanissi (Homo georgicus), il y a 1 810 000 ans. In: Comptes Rendus Palevol. Band 5, 2006, S. 273–281, doi:10.1016/j.crpv.2005.11.013 ISSN 1631-0683 – wörtlich heißt es hier: „Two new concepts can be retained: – the exodus from Africa took place earlier than previously thought, dating back to at least 1.8 Myr ago. It was carried out by Homo georgicus, a group close to Homo habilis; – it is no longer valid to base explanations of Man's migratory capacity in terms of cranial development.“
23. ↑  wörtlich: „une adolescente d’environ 13–14 ans, une adulte jeune femelle de 18–20 ans, deux adultes mâles âgés de 25–30 ans et 40 ans et un vieillard édenté.“ In: Marie-Antoinette de Lumley, Léo Gabounia, Abesalom Vekua, David Lordkipanidze: Les restes humains du Pliocène final et du début du Pléistocène inférieur de Dmanissi, Géorgie (1991–2000). I – Les crânes, D 2280, D 2282, D 2700. In: L'Anthropologie. Band 110, 2006, S. 1–110, doi:10.1016/j.anthro.2006.02.001 ISSN 0003-5521.
24. ↑  David Lordkipanidze, Abesalom Vekua et al.: The earliest toothless hominin skull. In: Nature. Band 434, 2005, S. 717–718, doi:10.1038/434717b ISSN 0028-0836.
25. ↑   David Lordkipanidze, Abesalom Vekua: A fourth hominin skull from Dmanisi, Georgia. In: The Anatomical Record Part A: Discoveries in Molecular, Cellular, and Evolutionary Biology. Band 288A, 2006, H. 11, S. 146–1157, doi:10.1002/ar.a.20379 ISSN 0003-276X.
26. ↑  Sang‐Hee Lee: Brief communication: Is variation in the cranial capacity of the Dmanisi sample too high to be from a single species? In: American Journal of Physical Anthropology. Band 127, Nr. 3, 2005, S. 263–266, doi:10.1002/ajpa.20105.
27. ↑  David Lordkipanidze, Abesalom Vekua et al.: Anthropology: The earliest toothless hominin skull. In: Nature. Band 434, 2005, S. 717–718, doi:10.1038/434717b, ISSN 0028-0836.
28. ↑  David Lordkipanidze et al.: Postcranial evidence from early Homo from Dmanisi, Georgia. In: Nature. Band 449, 2007, S. 305–310, doi:10.1038/nature06134, ISSN 0028-0836.
29. ↑  David Lordkipanidze, Abesalom Vekua, Philip G. Rightmire und Ann Margvelashvili: Hominid Fossils from Dmanisi and Their Place Among the Early Hominids. In: Bulletin of the Georgian National Academy of Sciences. Band 175, Nr. 1, 2007, S. 104–111, Volltext.
30. ↑  In: Günther A. Wagner et al.: Homo heidelbergensis. Schlüsselfund der Menschheitsgeschichte. Konrad Theiss, Stuttgart 2007, S. 191, ISBN 978-3-8062-2113-8.
31. ↑  Gemeinsamer Vortrag mit Friedemann Schrenk am 21. November 2007 im Forschungsinstitut Senckenberg, Frankfurt am Main.
32. ↑   David Lordkipanidze et al.: Postcranial evidence from early Homo from Dmanisi, Georgia. In: Nature. Band 449, 2007, S. 305–310, doi:10.1038/nature06134, ISSN 0028-0836.
33. ↑  Ian J. Wallace, Brigitte Demes, William L. Jungers, Martin Alvero und Anne Su: The bipedalism of the Dmanisi hominins: Pigeon-toed early Homo? In: American Journal of Physical Anthropology. Band 136, Nr. 4, 2008, S. 375–378, doi:10.1002/ajpa.20827.
34. ↑   Die ersten Europäer vor 1,7 Millionen Jahren konnten laufen und gehen wie wir. Erläuterungen von Christoph Zollikofer auf idw-online vom 19. September 2007; Abbildung der Skelett-Teile.
35. ↑  G. Philip Rightmire et al.: Skull 5 from Dmanisi: Descriptive anatomy, comparative studies, and evolutionary significance. In: Journal of Human Evolution. Band 104, 2017, S. 50–79, doi:10.1016/j.jhevol.2017.01.005.
36. ↑  Im Original (S. 330): „When seen from the Dmanisi perspective, morphological diversity in the African fossil Homo record around 1.8 Ma probably reflects variation between demes of a single evolving lineage, which is appropriately named H. erectus.“
37. ↑  Im Original (S. 330): „It remains to be tested whether all of the fossils currently allocated to the taxa H. habilis and H. rudolfensis belong to a single evolving Homo lineage. Although we regard this null hypothesis as parsimonious and fully compatible with new evidence from Dmanisi, alternative scenarios exist.“ 
 vergl. dazu: Einzigartiger Schädelfund widerlegt frühmenschliche Artenvielfalt. (Memento vom 16. Juni 2021 im Internet Archive) Universität Zürich, 17. Oktober 2013.
38. ↑  Unser Stammbaum schrumpft. In. Süddeutsche Zeitung vom 18. Oktober 2013, S. 16.
39. ↑  Jeffrey H. Schwartz, Ian Tattersall und Zhang Chi: Comment on „A Complete Skull from Dmanisi, Georgia, and the Evolutionary Biology of Early Homo“. In: Science. Band 344, Nr. 6182, 2014, S. 360, doi:10.1126/science.1250056.
40. ↑  Ian Tattersall: The Strange Case of the Rickety Cossack – and Other Cautionary Tales from Human Evolution. Palgrave Macmillan, New York 2015, S. 175–177, ISBN 978-1-137-27889-0.
41. ↑   So benennt zum Beispiel die The Cambridge Encyclopedia of Human Evolution (1992) dem Nariokotome-Jungen ähnelnde Individuen als die Erstbesiedler Europas und Asiens.
42. ↑  Ann Gibbons: A New Body of Evidence Fleshes Out Homo erectus. In: Science. Band 317, Nr. 5845, 2007, S. 1664, doi:10.1126/science.317.5845.1664, ISSN 0036-8075.
43. ↑  Gemeinsamer Vortrag mit Friedemann Schrenk am 21. November 2007.
44. ↑  Ann Margvelashvili, Christoph P. E. Zollikofer, David Lordkipanidze et al.: Tooth wear and dentoalveolar remodeling are key factors of morphological variation in the Dmanisi mandibles. In: PNAS. Band 110, Nr. 43, 2013, S. 17278–17283, doi:10.1073/pnas.1316052110.
45. ↑  G. Philip Rightmire, Ann Margvelashvili und David Lordkipanidze: Variation among the Dmanisi hominins: Multiple taxa or one species? In: American Journal of Physical Anthropology. Band 168, Nr. 3, 2019, S. 481–495, doi:10.1002/ajpa.23759.
46. ↑  Robin Dennell, Wil Roebroeks: An Asian perspective on early human dispersal from Africa. In: Nature. Band 438, 2005, S. 1099–1104, doi:10.1038/nature04259.
47. ↑  Meet the frail, small-brained people who first trekked out of Africa. Auf: sciencemag.org vom 22. November 2016.

Koordinaten: 41° 20′ 10″ N, 44° 20′ 38″ O